# Pepsis albocincta
Pepsis albocincta es una especie de avispa araña perteneciente a la familia Pompilidae.
Estas avispas también se llaman avispas de tarántulas, ya que suelen cazar tarántulas, de forma similar a muchas especies del género Hemipepsis.

## descripción
P. albocincta puede alcanzar una longitud de 25 a 55 mm (0,98 a 2,17 pulgadas). El cuerpo y las patas son negros con un débil brillo azul-verde-violeta. Las antenas son negras con segmentos apicales anaranjados. Las alas pueden ser de color ámbar a naranja intenso o marrón oscuro o negro con un brillo azul-violeta.

## distribución
Están presentes en Argentina, Brasil, Bolivia, Paraguay y Uruguay.